# ハンドボールスウェーデン女子代表
ハンドボールスウェーデン女子代表はスウェーデンハンドボール連盟(SHF)によって編成されるスウェーデンの女子ハンドボールナショナルチームである。欧州ハンドボール連盟(EHF)に所属する。

## 成績

### オリンピック
- 2008年 - 8位
- 2012年 - 11位

### 世界選手権
- 1957年：8位
- 1990年：13位
- 1993年：6位
- 1995年：11位
- 2001年：8位
- 2009年：13位
- 2011年：9位
- 2013年：
- 2015年：9位
- 2017年：4位
- 2019年：7位

### 欧州選手権
- 1994年：7位
- 1996年：8位
- 2002年：15位
- 2004年：14位
- 2006年：6位
- 2008年：9位
- 2010年：2位
- 2012年：8
- 2014年：3
- 2016年：8